# Identidades trans en Venezuela
En Venezuela, al igual que en otros pueblos precolombinos, las identidades de género en algunos etnias indígenas, como los waraos, trascienden el binarismo hombre-mujer y las categorías de heterosexual y homosexual, vinculándose a aspectos rituales y sociales. En los waraos, la identidad transgénero tida-wina es un ejemplo de personas con anatomía masculina que viven como mujeres, muchas de las cuales se dedicaban al chamanismo. Después de la conquista y durante la época colonial, el gobierno de la provincia de Venezuela prohibió el travestismo, señalando que «ninguna persona use de traje o vestuario que no se corresponda a su sexo, estado ni calidad».
Es a partir de las de 1960 y 1970 que comienza a surgir una subcultura gay en el este de Caracas y el arte drag a nivel nacional, a pesar de la criminalización y persecución que enfrentaba la comunidad LGBT. En las elecciones parlamentarias de 2015, Venezuela eligió a Tamara Adrián como la primera persona transgénero en ocupar la posición de diputada de la Asamblea Nacional.

## Historia

### Pueblos precolombinos
Las identidades de género en algunos pueblos indígenas, como los waraos de Venezuela, trascienden el binarismo hombre-mujer y las categorías de heterosexual y homosexual, vinculándose a aspectos rituales y sociales. En los waraos, la identidad transgénero tida-wina, es un ejemplo de personas con anatomía masculina que viven como mujeres, muchas de las cuales se dedicaban al chamanismo. Tradicionalmente, eran esposas secundarias de hombres polígamos. Sin embargo, el contacto con la sociedad criolla y la pandemia de VIH ha llevado a que sean vistos de forma despectiva y asociadas con estereotipos negativos como el de "maricones", lo que ha generado un cambio en cómo son vistas dentro y fuera de sus comunidades.

### Época colonial
Un bando del gobierno emitido en la entonces provincia de Venezuela prohíbe el travestismo, señalando que «ninguna persona use de traje o vestuario que no se corresponda a su sexo, estado ni calidad».

### SigloXX
A fines de la década de 1960, a pesar de la criminalización y persecución que enfrentaba la población homosexual y transformista en Caracas, comenzó a surgir una subcultura gay en el este de la ciudad. Esta subcultura se desarrolló en bares, discotecas y saunas, así como en espacios públicos, aunque estos lugares eran frecuentemente allanados y hostigados por la policía. El travestismo, en particular, fue relegado a cabarets como el Todo París, que se convirtió en un refugio para quienes eran excluidos socialmente, ofreciendo un espacio clandestino para la expresión y subsistencia en medio de la hostilidad prevalente.
El arte drag en Venezuela tiene sus inicios en las décadas de 1960 y 1970. Durante esos años, la comunidad LGBTIQ+ empezó a organizarse y a crear espacios seguros para expresarse. En ese entonces, el drag, conocido bajo otro nombre y practicado en la clandestinidad de clubes nocturnos, servía como una forma de resistencia y desafío a las normas de género y convenciones sociales. Una de las figuras pioneras en este ámbito fue Arona Backer, quien se convirtió en un ícono del drag en Venezuela a principios de los años 1980 y mantuvo su influencia hasta su fallecimiento en 2020. Con sus presentaciones, Arona Backer se destacó en la vida nocturna caraqueña y en el mundo artístico alternativo, allanando el camino para futuras artistas drag en el país.
El 14 de julio de 1972 la Policía Metropolitana de Caracas realiza un allanamiento en una residencia en Petare, en donde un grupo de homosexuales y travestis realizaban una fiesta simulando una premiación del concurso Miss Venezuela. Los nombres de las personas detenidas fueron publicadas en la prensa y se realizaron las primeras demandas públicas en defensa de la diversidad sexual en el país.
La actriz Karla Luzbel se convierte en una de las primeras celebridades venezolanas en realizarse una cirugía de afirmación de género. Luzbel se volvería actriz recurrente en las telenovelas de Radio Caracas Televisión en las décadas de 1970 y 1980.En 1972 la revista Venezuela Gráfica informa el caso de «Miss Verónica», una de las primeras transexuales venezolanas en someterse a una cirugía de afirmación de género.
El 26 de noviembre de 1982 se realiza una redada masiva, denominada Operación Mariposa, por parte de la Policía Metropolitana de Caracas en el sector de Sabana Grande, en donde son detenidas más de 400 personas, entre ellas homosexuales y transformistas. Entre los detenidos se encontraban los activistas Edgar Carrasco, Adán Lira y Luis Álvarez.
El cortometraje documental Trans es estrenado en la Cinemateca Nacional de Venezuela en 1983, realizado por Manuel Herreros de Lemos y Mateo Manaure Arilla, en el cual se entrega por primera vez una visión de la realidad transgénero en el país.

### SigloXXI

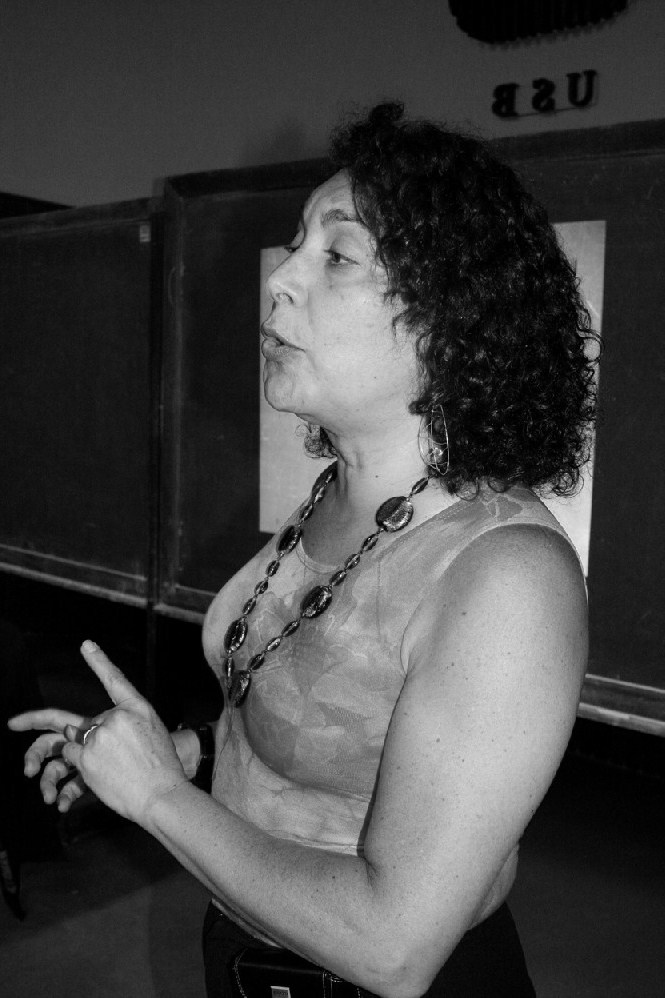
Tamara Adrián, primera diputada transgénero de Venezuela.

El Observatorio Venezolano de Violencia LGBTIQ+ documentó 137 transfemicidios en Venezuela entre 2008 y 2024.
En el 2009 se creó la Red de Lesbianas, Gais, Bisexuales, Trans e Intersexuales de Venezuela compuesta por A.C Transvenus de Venezuela, Colectivo Lesbianas y Ya, Unión Afirmativa de Venezuela A.C, Colectivo Tertulias de la Diversidad Sexual, Fundación Huellas de Venezuela, A.C Alianza Lambda de Venezuela, Diverlex A.C, Colectivo Venezolano Hombres y Mujeres Homosexuales, Venezuela Diversa A.C y la Iglesia de la Comunidad Metropolitana Cristo Redentor, un grupo de organizaciones no gubernamentales, movimientos sociales y colectivos sin fines de lucro que luego de varios años de trabajo en diferentes temas de interés relacionados con la sexo-diversidad y los Derechos Humanos decide organizarse en red.[cita requerida]
En 2010, el Consejo Municipal del municipio El Hatillo y el Cabildo Metropolitano de Caracas decretan el 17 de mayo como el Día Municipal contra la homo-lesbo-trans-fobia.[cita requerida] En 2013 el municipio Sucre también decreta el 17 de mayo como Día Municipal contra la homo-lesbo-trans-fobia, propuesta por las comunidades con motivo de la conmemoración del Día Internacional contra la Homo-lesbo-Transfobia.[cita requerida]
En las elecciones parlamentarias de Venezuela de 2015, Tamara Adrián y Rosmit Mantilla son elegidos diputados bajo el auspicio del partido Voluntad Popular, lo que los convirtió en la primera persona transgénero y la primera persona abiertamente homosexual, respectivamente, en alcanzar dicho cargo en la historia de Venezuela.
Desde 2017, se celebra el concurso nacional de drag queens en Caracas, la Gala Drag Queen Venezuela, inspirado en la Gala Drag Queen de Las Palmas de Gran Canaria de España.Entre las destacadas figuras del drag venezolano contemporáneo se encuentra María Edilia, quien comenzó su carrera en 2000 en Maracay y, en 2017, se mudó a Madrid, donde continuó su trayectoria en el mundo drag. En Drag Race España fue galardonada con el título de Miss Simpatía por sus compañeras.
El informe de la Sección para la Participación de las Víctimas y las Reparaciones de la Corte Penal Internacional, publicado en 2023 como motivo de la investigación de la situación en el país, incluyó testimonios de tortura en contra de personas transgénero. Una persona no binaria ofreció el siguiente testimonio:

Cuando se enteraron de mi identidad de género no binaria, después de revisar mi celular, me sometieron a humillaciones. Me metieron en un tigrito o calabozo de 2×2 metros, me esposaron las manos a la espalda a un gancho en el piso en medio del tigrito, dejándome así por lo que creo que fueron dos o tres días, sentado en ese lugar. No me dieron agua, no me dieron comida, no me permitieron hacer mis necesidades fisiológicas entonces tuve que hacerlas encima. Me dejaron salir al segundo o tercer día, débil, casi arrastrándome porque no podía estar de pie, con las piernas entumecidas. Me desnudaron, me colgaron las manos y me arrojaron baldes de agua que la mayoría de las veces me caían en la cara. Me soltaron y me hicieron enjuagar la ropa solo con agua. En una ocasión me llevaron a una habitación donde solo había un viejo escritorio de metal pegado a una pared y una vieja silla de metal en medio de la habitación. Me esposaron las manos a la silla con dos juegos de esposas, tomaron un palo eléctrico que se usa para ganado y lo conectaron con un cable largo a un enchufe en la pared. Me lo colocaron varias veces en el pecho, me tiraron agua en los pantalones, precisamente en los genitales, y me descargaron electricidad en los testículos, por lo que no pude contener la vejiga y oriné con mucha fuerza por el susto. Todavía tengo en mi cuerpo las cicatrices de las quemaduras actuales. Falsificaron un documento judicial en el que decían que estaba condenado a muerte y me llevaron a una habitación y me hicieron parar en un banco de plástico, me colgaron del cuello, me golpearon varias veces en el estómago mientras me hacían preguntas que no pude responder. Los golpes fueron tan fuertes que una de las patas de la banca se rompió, así que me colgaron y perdí el conocimiento, todavía tengo las cicatrices en el cuello. Me trasladaron a un área con otros presos y les dijeron a los detenidos que yo era un violador, entonces me llevaron, me golpearon y abusaron de mí obligándome a practicar sexo oral.